# Hexatoma kinnara
Hexatoma kinnara är en tvåvingeart som beskrevs av Alexander 1963. Hexatoma kinnara ingår i släktet Hexatoma och familjen småharkrankar. Inga underarter finns listade i Catalogue of Life.